# João de Mascarenhas, 1.º Marquês de Fronteira
João de Mascarenhas (Lisboa, 18 de julho de 1633 — novembro de 1681), foi um nobre e militar português. 2.º conde da Torre, de juro e herdade, foi elevado a primeiro donatário e 1.º Marquês de Fronteira, por sua lealdade na crise que culminou com a abdicação de Afonso VI de Portugal e a subida ao trono de Pedro II de Portugal.

## Biografia
Foi o quarto filho de D. Fernando de Mascarenhas (c. 1610–1651), 1.º conde da Torre, Governador-geral do Estado do Brasil, e de D. Maria de Noronha (c. 1610–?).
Exerceu o cargo de Mordomo-mor de Faro. Foi o sétimo administrador dos morgadios de Goucharia e Chantas, o primeiro administrador do morgadio de Torre das Vargens. Por morte do irmão mais velho, D. Manuel de Mascarenhas, tornou-se herdeiro da casa e senhor dos morgados de Coculim e Verodá, no Estado Português da Índia e comendador da Ordem de Cristo de Nossa Senhora da Conceição do Rosmaninhal, Santiago da Fonte Arcada, São Nicolau de Carrazedo, São João de Castelões, São Martinho de Cambres e de São Martinho de Pindo. Foi ainda padroeiro do Mosteiro de Nossa Senhora da Conceição da Torre das Vargens e do Mosteiro de São Domingos da Serra.
Foi gentil-homem da câmara do Infante D. Pedro. Nesta função, envolveu-se nas lutas palacianas que culminaram com a abdicação de Afonso VI de Portugal e a ascensão de Pedro II de Portugal ao trono. Como recompensa, por Carta-régia de 7 de Janeiro de 1670, foi alçado pelo soberano a 1.° marquês de Fronteira, dando origem a uma das mais importantes casas do reino.
No reinado deste soberano exerceu o cargo de 48.º Vedor da Fazenda (nomeado em 12 de Outubro de 1676), e de Conselheiro dos Conselhos de Estado e de Guerra. Foi ainda familiar do Santo Ofício.

## Carreira militar
Era louvada a sua robustez física que, de acordo com o padre Manuel Bernardes na obra "Nova Floresta", seria "capaz de uma só cutilada descabeçar um touro".
No contexto da Guerra da Restauração, passou província do Alentejo com o posto de mestre-de-campo (1657). Foi mestre-de-campo general da província do Minho e retornou ao Alentejo como general de Cavalaria, tomando parte na campanha de 1662. Foi governador da Praça-forte de Campo Maior, participou do sítio de Badajoz, no assalto a Valença de Alcântara, na recuperação da Praça-forte de Mourão, na Batalha das Linhas de Elvas (1659), na batalha do Ameixial (1663) e na batalha de Montes Claros (1665).
Com a paz (1668), foi nomeado Mestre-de-campo General da Corte na província da Estremadura.

## Obra
Senhor de cultura, deixou dois manuscritos inéditos:
- Relação das Províncias de Portugal, Títulos, Tribunais e Renas Reais; e
- Relação das Coutadas e Casas de Campo dos Reis de Portugal.

Além disso, foi o fundador da sumptuosa quinta e palácio em Benfica, no local do antigo Morgado Novo, terras pertencentes aos Mascarenhas. O Palácio dos Marqueses de Fronteira foi erguido junto ao Convento de São Domingos de Benfica.

## Casamento e descendência
Desposou em Lisboa, a 19 de Julho de 1651, D. Madalena de Castro, dama da rainha D. Luísa de Gusmão, filha de Francisco de Sá e Menezes, conde de Penaguião, e D. Joana de Castro, filha de D. João Gonçalves de Ataíde, conde de Atouguia, de cuja união nasceram seis filhos:
1. D. D. Fernando de Mascarenhas (1655–1729), 2.º marquês de Fronteira e 3.º conde da Torre, casado com D. Joana Leonor de Toledo e Meneses
2. Filipe Mascarenhas (nado-morto)
3. D. Francisco Mascarenhas, 1.º conde de Coculim (1662–1685) casado com D. Maria Josefa de Noronha
4. D. Joana de Castro
5. D. Isabel de Castro (1665–1724), casada com D. João de Almeida Portugal, 2.º conde de Assumar
6. D. Francisca de Castro, religiosa carmelita descalça no Mosteiro de Nossa Senhora da Conceição.

Ao enviuvar (10 de Setembro de 1673), professou na Ordem de Malta, onde foi Grão-prior do Crato.